# KKP Nr. 1 und 2
Die Lokomotiven Nr. 1 und 2 der Kleinbahn Klockow–Pasewalk wurden 1908 von Orenstein & Koppel hergestellt. Die dreifachgekuppelten Schmalspur-Tenderlokomotiven waren während ihrer gesamten Dienstzeit bis 1963 auf der Strecke der Kleinbahn im Einsatz. Durch die Deutsche Reichsbahn erhielten die Lokomotiven 1949 die Betriebsnummern 99 4612 und 99 4613.

## Geschichte

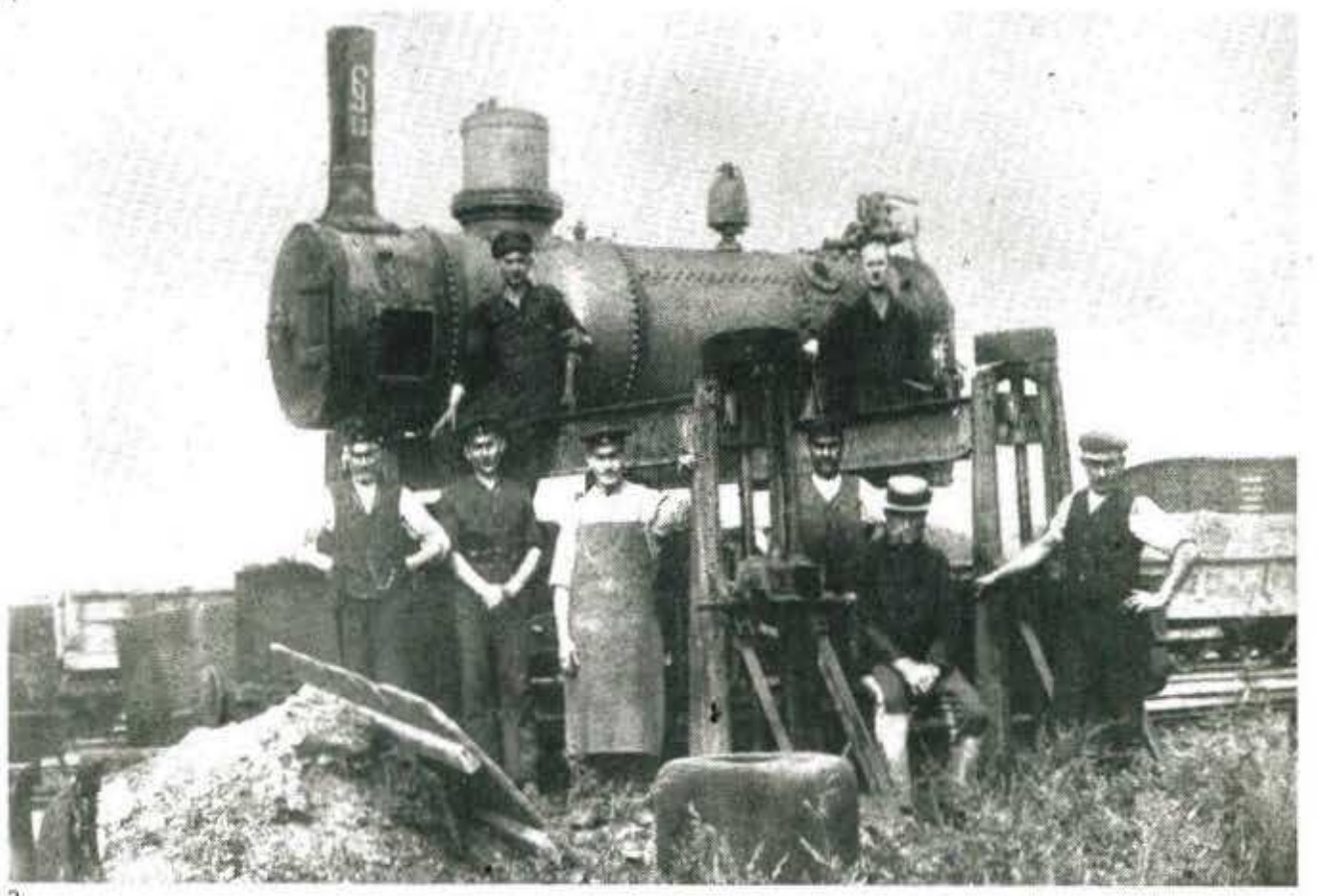
Einer der beiden KKP-Lokkessel bei einer Lokrevision unter freiem Himmel durch einen eigens für diese Arbeiten bestellten Monteur von Orenstein & Koppel, 1920

Mit der Inbetriebnahme der Strecke zwischen Klockow und Pasewalk beschaffte die Kleinbahn von Orenstein & Koppel zwei dreifachgekuppelte Nassdampf-Tenderlokomotiven mit den Werksnummern O&K 3009/1908 und O&K 3010/1908. Mit der Übernahme der Verwaltung der Kleinbahn durch die Deutsche Reichsbahn zum 1. April 1949 erhielten die Lokomotiven die Betriebsnummer 99 4612 und 99 4613. Auch in den folgenden Jahren waren die beiden Maschinen die einzigen Triebfahrzeuge auf der Strecke. Im Laufe des Jahres 1963 lief die Untersuchungsfrist der Lokomotiven ab. So war es schließlich die 99 4501 die den letzten Zug zwischen Klockow und Pasewalk am 4. Oktober 1963 beförderte. 99 4612 wurde am 6. Dezember 1966 und 99 4613 am 18. Juni 1966 ausgemustert. Eine der Lokomotiven wurde noch eine Zeitlang als Heizlokomotive genutzt.

## Konstruktive Merkmale
Die Lokomotiven verfügten über einen Blech-Innenrahmen. Die vordere und hintere Pufferbohle dienten dabei der Querversteifung.
Die Kesselspeisung erfolgte durch zwei Dampfstrahlpumpen. Der Kessel war zweischüssig. Der runde Dampfdom saß auf dem vorderen Kesselschuss und verfügte über zwei Pop-Sicherheitsventile. Das Reglergestänge zum Ventilregler im Dampfdom wurde frei über dem Kessel geführt. Die Kesselspeiseventile befanden sich im vorderen Teil des Langkessels. Hinter dem Dampfdom saß der eckige Sandkasten.
Das waagerecht liegende Zweizylinder-Nassdampftriebwerk mit Flachschiebern arbeitete auf den dritten Radsatz und hatte eine Allan-Trick-Steuerung.
Der konische Schornstein verfügte über einen zweiteiligen Funkenfänger. Es wurden die beiden vorderen Radsätze von Hand gesandet.
Auf dem Führerhausdach befand sich die Dampfpfeife. Das Latowski-Dampfläutewerk war ursprünglich am Schornstein befestigt. Es wurde später auf den Stehkessel versetzt, um Platz für den Turbogenerator für die elektrische Beleuchtung zu schaffen.
Die Lokomotive hatte eine Handbremse. Die Wasserkästen reichten auf beiden Seiten des Langkessels bis auf die Höhe des Dampfdomes. Der Kohlevorrat war auf den Wasserkästen untergebracht.